# Sehwan
Sehwan (Urdu: سیہون) es una localidad de Pakistán, en la provincia de Sindh. Sehwan se encuentra en la orilla al oeste del Indus, a 80 millas (130 km) al noroeste de Hyderabad (que está en la ribera oriental de los ríos).

## Demografía
Según estimación 2010 contaba con 35 264 habitantes.